# Ане (Ер и Лоар)
Ане (фр. Anet) насеље је и општина у централној Француској у региону Центар (регион), у департману Ер и Лоар која припада префектури Дре.
По подацима из 2011. године у општини је живело 2.657 становника, а густина насељености је износила 338,47 становника/km². Општина се простире на површини од 7,85 km². Налази се на средњој надморској висини од 65 метара (максималној 132 m, а минималној 57 m).

## Демографија
| 1962. | 1968. | 1975. | 1982. | 1990. | 1999. | 2011. |
| ----- | ----- | ----- | ----- | ----- | ----- | ----- |
| 1.341 | 1.464 | 1.700 | 2.297 | 2.696 | 2.651 | 2.657 |

График промене броја становника у току последњих година